# Volvo Car Open 2018
Volvo Car Open 2018 - жіночий тенісний турнір, що проходив на кортах з зеленим ґрунтом Family Circle Tennis Center на Daniel Island у Чарлстоні (США). Належав до серії Premier в рамках Туру WTA 2018. Відбувсь усорокшосте. Тривав з 2 до 8 квітня 2018 року.  

## Очки і призові

### Розподіл очок
| Дисципліна              | П   | Ф   | ПФ  | ЧФ  | 1/8 | 1/16 | 1/32 | Q   | Q2  | Q1  |
| Жінки, одиночний розряд | 470 | 305 | 185 | 100 | 55  | 30   | 1    | 25  | 13  | 1   |
| Жінки, парний розряд    | 470 | 305 | 185 | 100 | 1   | Н/Д  | Н/Д  | Н/Д | Н/Д | Н/Д |

### Розподіл призових грошей
| Дисципліна              | П        | F       | ПФ      | ЧФ      | 1/8    | 1/16   | 1/32   | Q2     | Q1   |
| Жінки, одиночний розряд | $137,125 | $72,841 | $35,890 | $18,387 | $9,568 | $4,898 | $2,516 | $1,150 | $700 |
| Жінки, парний розряд    | $42,850  | $22,900 | $12,510 | $6,365  | $3,460 | Н/Д    | Н/Д    | Н/Д    | Н/Д  |

## Учасниці основної сітки в одиночному розряді

### Сіяні
| Країна          | Гравчиня            | Рейтинг1 | Сіяна |
| --------------- | ------------------- | -------- | ----- |
| Франція         | Каролін Гарсія      | 7        | 1     |
| Чехія           | Петра Квітова       | 9        | 2     |
| Росія           | Дарія Касаткіна     | 11       | 3     |
| США             | Слоун Стівенс       | 12       | 4     |
| Німеччина       | Юлія Гергес         | 13       | 5     |
| Велика Британія | Джоанна Конта       | 14       | 6     |
| США             | Медісон Кіз         | 15       | 7     |
| Латвія          | Анастасія Севастова | 17       | 8     |
| Австралія       | Ешлі Барті          | 20       | 9     |
| Японія          | Наомі Осака         | 22       | 10    |
| Австралія       | Дарія Гаврилова     | 26       | 11    |
| Нідерланди      | Кікі Бертенс        | 29       | 12    |
| Румунія         | Ірина-Камелія Бегу  | 37       | 13    |
| Франція         | Алізе Корне         | 38       | 14    |
| Румунія         | Міхаела Бузернеску  | 39       | 15    |
| Росія           | Олена Весніна       | 43       | 16    |

- 1 Рейтинг подано станом на 19 березня 2018.

### Інші учасниці
Нижче наведено учасниць, які отримали вайлд-кард на участь в основній сітці:
- Сара Еррані
- Бетані Маттек-Сендс

Нижче наведено гравчинь, які пробились в основну сітку через стадію кваліфікації:
- Франсеска Ді Лорензо
- Каролін Доулгайд
- Георгіна Гарсія Перес
- Віра Лапко
- Клер Лю
- Сільвія Солер Еспіноза
- Фанні Штоллар
- Марина Заневська

Як щасливий лузер в основну сітку потрапили такі гравчині:
- Даяна Ястремська

### Відмовились від участі
До початку турніру
- Кетрін Белліс → її замінила  Крісті Ан
- Кая Канепі → її замінила  Полона Герцог
- Ана Конюх → її замінила  Андреа Петкович
- Петра Мартич → її замінила  Софія Кенін
- Шелбі Роджерс → її замінила  Дженніфер Брейді
- Луціє Шафарова → її замінила  Тейлор Таунсенд
- Марія Саккарі → її замінила  Бернарда Пера
- Слоун Стівенс → її замінила  Даяна Ястремська
- Барбора Стрицова → її замінила  Наталія Віхлянцева

### Знялись
- Беатріс Аддад Майя
- Віра Лапко

## Учасниці основної сітки в парному розряді

### Сіяні
| Країна   | Гравчиня            | Країна  | Гравчиня                   | Рейтинг1 | Сіяна |
| -------- | ------------------- | ------- | -------------------------- | -------- | ----- |
| Канада   | Габріела Дабровскі  | КНР     | Сюй Їфань                  | 16       | 1     |
| США      | Бетані Маттек-Сендс | Чехія   | Андреа Сестіні-Главачкова  | 33       | 2     |
| Словенія | Андрея Клепач       | Іспанія | Марія Хосе Мартінес Санчес | 42       | 3     |
| Чехія    | Барбора Крейчикова  | Чехія   | Катерина Сінякова          | 44       | 4     |

- 1 Рейтинг подано станом на 19 березня 2018.

### Інші учасниці
Нижче наведено пари, які отримали вайлдкард на участь в основній сітці:
- Лара Арруабаррена /  Сара Еррані
- Місакі Дой /  Крістіна Макгейл

## Переможниці

### Одиночний розряд
- Кікі Бертенс —  Юлія Гергес, 6–2, 6–1

### Парний розряд
- Алла Кудрявцева /  Катарина Среботнік —  Андрея Клепач /  Марія Хосе Мартінес Санчес, 6–3, 6–3